# Llista de municipis de Cantàbria
La llista de municipis de Cantàbria inclou tots els municipis de la Comunitat Autònoma de Cantàbria, amb capital a Santander.
Informació actualitzada per un bot. Els canvis manuals es perdran quan s'actualitzi!
| Escut | Municipi                    | Població | Superfície km² | Densitat | Altitud | Codi postal                     | Codi territorial | Dades a Wikidata              |
| ----- | --------------------------- | -------- | -------------- | -------- | ------- | ------------------------------- | ---------------- | ----------------------------- |
|       | Alfoz de Lloredo            | 2.502    | 46,3           | 53,99    | 55      | 39526                           | 39001            | Modifica les dades a Wikidata |
|       | Ampuero                     | 4.471    | 32,3           | 138,25   | 11      | 39840                           | 39002            | Modifica les dades a Wikidata |
|       | Anievas                     | 276      | 20,9           | 13,21    | 268     | 39451                           | 39003            | Modifica les dades a Wikidata |
|       | Arenas de Iguña             | 1.756    | 86,8           | 20,23    | 177     | 39450                           | 39004            | Modifica les dades a Wikidata |
|       | Argoños                     | 1.873    | 5,5            | 339,93   | 24      | 39197                           | 39005            | Modifica les dades a Wikidata |
|       | Arnuero                     | 2.272    | 24,7           | 92,13    | 24      | 39195                           | 39006            | Modifica les dades a Wikidata |
|       | Arredondo                   | 477      | 46,8           | 10,19    | 161     |                                 | 39007            | Modifica les dades a Wikidata |
|       | Bareyo                      | 2.133    | 32,4           | 65,75    | 46      | 39170                           | 39011            | Modifica les dades a Wikidata |
|       | Bárcena de Cicero           | 4.735    | 36,6           | 129,27   | 10      | 39790 39791                     | 39009            | Modifica les dades a Wikidata |
|       | Bárcena de Pie de Concha    | 674      | 30,5           | 22,08    | 288     |                                 | 39010            | Modifica les dades a Wikidata |
|       | Cabezón de Liébana          | 540      | 81,4           | 6,63     | 363     | 39571                           | 39013            | Modifica les dades a Wikidata |
|       | Cabezón de la Sal           | 8.280    | 33,6           | 246,72   | 128     |                                 | 39012            | Modifica les dades a Wikidata |
|       | Cabuérniga                  | 1.001    | 86,4           | 11,58    | 260     | 39510                           | 39014            | Modifica les dades a Wikidata |
|       | Camaleño                    | 972      | 161,8          | 6,01     | 400     | 39587                           | 39015            | Modifica les dades a Wikidata |
|       | Camargo                     | 30.425   | 36,6           | 831,74   | 35      | 39609                           | 39016            | Modifica les dades a Wikidata |
|       | Campoo de Enmedio           | 3.736    | 91,1           | 41,03    | 855     | 39200                           | 39027            | Modifica les dades a Wikidata |
|       | Campoo de Yuso              | 673      | 89,7           | 7,5      | 851     | 39292                           | 39017            | Modifica les dades a Wikidata |
|       | Cartes                      | 5.863    | 19             | 308,25   | 40      | 39311                           | 39018            | Modifica les dades a Wikidata |
|       | Castañeda                   | 3.247    | 19,2           | 169,2    | 66      | 39660                           | 39019            | Modifica les dades a Wikidata |
|       | Castro Urdiales             | 33.365   | 96,7           | 344,96   | 19      | 39700                           | 39020            | Modifica les dades a Wikidata |
|       | Cieza                       | 544      | 44,1           | 12,34    | 166     | 39407                           | 39021            | Modifica les dades a Wikidata |
|       | Cillorigo de Liébana        | 1.361    | 104,5          | 13,02    | 259     | 39584                           | 39022            | Modifica les dades a Wikidata |
|       | Colindres                   | 8.536    | 5,9            | 1.437,04 | 10      | 39750                           | 39023            | Modifica les dades a Wikidata |
|       | Comillas                    | 2.141    | 18,6           | 115,05   | 23      | 39520                           | 39024            | Modifica les dades a Wikidata |
|       | Corvera de Toranzo          | 2.140    | 49,5           | 43,25    | 168     | 39699                           | 39026            | Modifica les dades a Wikidata |
|       | El Astillero                | 18.453   | 6,4            | 2.883,28 | 20      | 39610                           | 39008            | Modifica les dades a Wikidata |
|       | Entrambasaguas              | 5.628    | 43,2           | 130,28   | 45      | 39715                           | 39028            | Modifica les dades a Wikidata |
|       | Escalante                   | 736      | 19             | 38,74    | 7       | 39...                           | 39029            | Modifica les dades a Wikidata |
|       | Guriezo                     | 2.458    | 74,5           | 32,98    | 40      | 39...                           | 39030            | Modifica les dades a Wikidata |
|       | Hazas de Cesto              | 1.865    | 21,9           | 85,16    | 50      | 39730                           | 39031            | Modifica les dades a Wikidata |
|       | Hermandad de Campoo de Suso | 1.616    | 222,7          | 7,26     | 886     | 39...                           | 39032            | Modifica les dades a Wikidata |
|       | Herrerías                   | 581      | 40,3           | 14,4     | 188     | 39...                           | 39033            | Modifica les dades a Wikidata |
|       | Lamasón                     | 248      | 71,2           | 3,48     | 240     | 39550                           | 39034            | Modifica les dades a Wikidata |
|       | Laredo                      | 10.738   | 15,7           | 683,51   | 5       | 39770                           | 39035            | Modifica les dades a Wikidata |
|       | Las Rozas de Valdearroyo    | 261      | 57,4           | 4,55     | 834     | 39213                           | 39065            | Modifica les dades a Wikidata |
|       | Liendo                      | 1.228    | 26             | 47,23    | 30      | 39...                           | 39036            | Modifica les dades a Wikidata |
|       | Limpias                     | 2.004    | 10,1           | 199,01   | 29      | 39778 39820                     | 39038            | Modifica les dades a Wikidata |
|       | Liérganes                   | 2.394    | 36,7           | 65,18    | 110     | 39722                           | 39037            | Modifica les dades a Wikidata |
|       | Los Corrales de Buelna      | 10.799   | 45,4           | 237,97   | 98      | 39400                           | 39025            | Modifica les dades a Wikidata |
|       | Los Tojos                   | 374      | 89,5           | 4,18     | 640     | 39...                           | 39086            | Modifica les dades a Wikidata |
|       | Luena                       | 607      | 90,8           | 6,69     | 457     | 39...                           | 39039            | Modifica les dades a Wikidata |
|       | Marina de Cudeyo            | 5.194    | 28,4           | 183,08   | 25      | 39719                           | 39040            | Modifica les dades a Wikidata |
|       | Mazcuerras                  | 2.089    | 55,7           | 37,54    | 135     | 39509                           | 39041            | Modifica les dades a Wikidata |
|       | Medio Cudeyo                | 7.674    | 26,8           | 286,34   | 70      | 39...                           | 39042            | Modifica les dades a Wikidata |
|       | Meruelo                     | 2.301    | 17             | 135,35   | 60      | 39192                           | 39043            | Modifica les dades a Wikidata |
|       | Miengo                      | 5.234    | 24,5           | 213,63   | 11      | 39310                           | 39044            | Modifica les dades a Wikidata |
|       | Miera                       | 400      | 33,8           | 11,84    | 426     | 39723 39725                     | 39045            | Modifica les dades a Wikidata |
|       | Molledo                     | 1.486    | 71,1           | 20,91    | 241     | 39430 (S. Martín Quevedo 39439) | 39046            | Modifica les dades a Wikidata |
|       | Noja                        | 2.686    | 9,2            | 291,96   | 10      | 39180                           | 39047            | Modifica les dades a Wikidata |
|       | Penagos                     | 2.257    | 31,7           | 71,27    | 134     | 39627                           | 39048            | Modifica les dades a Wikidata |
|       | Pesaguero                   | 275      | 70             | 3,93     | 614     | 39...                           | 39050            | Modifica les dades a Wikidata |
|       | Pesquera                    | 70       | 8,9            | 7,84     | 621     | 39...                           | 39051            | Modifica les dades a Wikidata |
|       | Peñarrubia                  | 331      | 54,3           | 6,1      | 23      | 39...                           | 39049            | Modifica les dades a Wikidata |
|       | Piélagos                    | 26.724   | 83,3           | 320,7    | 37      | 39470                           | 39052            | Modifica les dades a Wikidata |
|       | Polaciones                  | 202      | 89,8           | 2,25     | 900     | 39...                           | 39053            | Modifica les dades a Wikidata |
|       | Polanco                     | 6.231    | 17,6           | 355,04   | 50      | 39313                           | 39054            | Modifica les dades a Wikidata |
|       | Potes                       | 1.345    | 7,6            | 176,05   | 291     | 39570                           | 39055            | Modifica les dades a Wikidata |
|       | Puente Viesgo               | 2.877    | 36,1           | 79,61    | 71      | 39670                           | 39056            | Modifica les dades a Wikidata |
|       | Ramales de la Victoria      | 3.055    | 33             | 92,66    | 84      | 39800                           | 39057            | Modifica les dades a Wikidata |
|       | Rasines                     | 971      | 43             | 22,58    | 90      | 39...                           | 39058            | Modifica les dades a Wikidata |
|       | Reinosa                     | 8.526    | 4              | 2.131,5  | 851     | 39200                           | 39059            | Modifica les dades a Wikidata |
|       | Reocín                      | 8.414    | 32             | 262,94   | 79      | 39...                           | 39060            | Modifica les dades a Wikidata |
|       | Ribamontán al Mar           | 4.624    | 37             | 124,97   | 50      | 39150                           | 39061            | Modifica les dades a Wikidata |
|       | Ribamontán al Monte         | 2.547    | 42,2           | 60,4     | 42      | 39794                           | 39062            | Modifica les dades a Wikidata |
|       | Rionansa                    | 1.002    | 118            | 8,49     | 200     | 39...                           | 39063            | Modifica les dades a Wikidata |
|       | Riotuerto                   | 1.670    | 30,5           | 54,79    | 70      | 39720                           | 39064            | Modifica les dades a Wikidata |
|       | Ruente                      | 1.072    | 65,9           | 16,28    | 189,9   | 39513                           | 39066            | Modifica les dades a Wikidata |
|       | Ruesga                      | 830      | 88             | 9,43     | 136     | 39815                           | 39067            | Modifica les dades a Wikidata |
|       | Ruiloba                     | 764      | 15             | 50,93    | 35      | 39527                           | 39068            | Modifica les dades a Wikidata |
|       | San Felices de Buelna       | 2.371    | 36,2           | 65,42    | 78      | 39409                           | 39069            | Modifica les dades a Wikidata |
|       | San Miguel de Aguayo        | 167      | 36             | 4,64     | 830     | 39...                           | 39070            | Modifica les dades a Wikidata |
|       | San Pedro del Romeral       | 433      | 65             | 6,66     | 755     | 39...                           | 39071            | Modifica les dades a Wikidata |
|       | San Roque de Riomiera       | 340      | 35,7           | 9,52     | 426     | 39728                           | 39072            | Modifica les dades a Wikidata |
|       | San Vicente de la Barquera  | 3.985    | 41,5           | 96,02    | 15      | 39...                           | 39080            | Modifica les dades a Wikidata |
|       | Santa Cruz de Bezana        | 13.824   | 17,2           | 803,72   | 45      | 39...                           | 39073            | Modifica les dades a Wikidata |
|       | Santa María de Cayón        | 9.446    | 48,2           | 195,85   | 96      | 39694                           | 39074            | Modifica les dades a Wikidata |
|       | Santander                   | 173.635  | 36,1           | 4.812,5  | 15      | 39001–39012                     | 39075            | Modifica les dades a Wikidata |
|       | Santillana del Mar          | 4.208    | 28,5           | 147,86   | 82      | 39330                           | 39076            | Modifica les dades a Wikidata |
|       | Santiurde de Reinosa        | 254      | 31             | 8,2      | 658     | 39...                           | 39077            | Modifica les dades a Wikidata |
|       | Santiurde de Toranzo        | 1.738    | 36,8           | 47,2     | 120     | 39698                           | 39078            | Modifica les dades a Wikidata |
|       | Santoña                     | 10.944   | 11,5           | 949,18   | 7       | 39740                           | 39079            | Modifica les dades a Wikidata |
|       | Saro                        | 508      | 17,8           | 28,51    | 165     | 39639                           | 39081            | Modifica les dades a Wikidata |
|       | Selaya                      | 1.849    | 39,3           | 47,05    | 228     | 39696                           | 39082            | Modifica les dades a Wikidata |
|       | Soba                        | 1.076    | 214,2          | 5,02     | 330     | 39538                           | 39083            | Modifica les dades a Wikidata |
|       | Solórzano                   | 1.110    | 23,5           | 47,23    | 73      | 39738                           | 39084            | Modifica les dades a Wikidata |
|       | Suances                     | 9.101    | 24,6           | 369,96   | 98      | 39340                           | 39085            | Modifica les dades a Wikidata |
|       | Torrelavega                 | 51.466   | 35,5           | 1.448,11 | 25      | 39300                           | 39087            | Modifica les dades a Wikidata |
|       | Tresviso                    | 53       | 16,2           | 3,27     | 907     | 33554                           | 39088            | Modifica les dades a Wikidata |
|       | Tudanca                     | 156      | 86,5           | 1,8      | 450     | 39...                           | 39089            | Modifica les dades a Wikidata |
|       | Udías                       | 946      | 19,6           | 48,17    | 181     |                                 | 39090            | Modifica les dades a Wikidata |
|       | Val de San Vicente          | 2.808    | 50,9           | 55,17    | 50      | 39...                           | 39095            | Modifica les dades a Wikidata |
|       | Valdeolea                   | 884      | 83,7           | 10,56    | 953     | 39418                           | 39092            | Modifica les dades a Wikidata |
|       | Valdeprado del Río          | 320      | 89,3           | 3,58     | 957     | 39419                           | 39093            | Modifica les dades a Wikidata |
|       | Valderredible               | 938      | 298,2          | 3,15     | 835     | 39220                           | 39094            | Modifica les dades a Wikidata |
|       | Valdáliga                   | 2.153    | 97,8           | 22,01    | 50      | 39593                           | 39091            | Modifica les dades a Wikidata |
|       | Valle de Villaverde         | 251      | 19,5           | 12,87    | 190     | 39880                           | 39101            | Modifica les dades a Wikidata |
|       | Vega de Liébana             | 690      | 133,2          | 5,18     | 467     | 39...                           | 39096            | Modifica les dades a Wikidata |
|       | Vega de Pas                 | 768      | 87,5           | 8,78     | 358     | 39685                           | 39097            | Modifica les dades a Wikidata |
|       | Villacarriedo               | 1.680    | 50,7           | 33,11    | 211     | 39640                           | 39098            | Modifica les dades a Wikidata |
|       | Villaescusa                 | 3.953    | 28             | 141,08   | 20      | 39690                           | 39099            | Modifica les dades a Wikidata |
|       | Villafufre                  | 1.019    | 30,1           | 33,85    | 222     | 39638                           | 39100            | Modifica les dades a Wikidata |
|       | Voto                        | 2.947    | 77,7           | 37,93    | 28      | 39...                           | 39102            | Modifica les dades a Wikidata |